# Pierre Cornelis (fotograaf)
Pierre Cornelis (Moregem, december 1897 - Moregem, 29 februari 1957) was ambachtenfotograaf die als eerste zijn foto's signeerde onder P. Cornelis en het jaar vermeldde.
Zijn foto's werden in drievoud ontwikkeld. Het museum van de ambacht in Delft (Nederland) heeft een collectie van 17 foto's van Pierre Cornelis die ze laatst heeft tentoongesteld in 2007 ter ere van het jaar van de ambacht.
Het kroonjuweel is een foto genomen in een smederij uit zijn geboortedorp Moregem nabij Wortegem-Petegem. Deze werd genomen in opdracht van wijlen koning Boudewijn der Belgen.
Hij overleed aan zijn verwondingen door een ontploffing tijdens een fotosessie.